# New wave
Pour les articles homonymes, voir New wave (homonymie).
Ne doit pas être confondu avec New age (musique).
Sous-genres
Synthpop, cold wave, electronic body music, nouveaux romantiques.
Genres dérivés
Neue Deutsche Welle, rock finlandais, synthpop, mod revival, chillwave, rock alternatif, nouveaux romantiques
Genres associés
Post-punk, synthpop, cold wave, electronic body music, nouveaux romantiques.
La new wave (prononcé [ˈnjuːˌweɪv] en anglais britannique ou [ˈn(j)uˌweɪv] en anglais américain), littéralement « nouvelle vague » , qui tire son nom de la Nouvelle Vague du cinéma français des années 1950, est un genre musical regroupant plusieurs styles de musiques pop/rock apparues de la fin des années 1970 au milieu des années 1980, aux sonorités électroniques et punk rock. À l'origine — comme pour le post-punk — la new wave définissait les nouveaux groupes et artistes pop rock anglo-américains apparus après l'explosion du punk, avant qu'elle ne soit identifiée comme un genre musical incorporant musique électronique/expérimentale, disco et pop. Quelques sous-genres et dérivés musicaux ont été créés à partir de la new wave, dont les nouveaux romantiques, l'electronic body music (EBM) et le rock gothique.
La new wave est l'un des genres musicaux popularisés dans les années 1980 où synthétiseurs et boites à rythmes se font très présents  ; il se concrétise sur MTV, et la popularité de nombreux artistes issus de cette scène est due à la popularité du genre présenté sur la chaîne. Au milieu des années 1980, elle commence à se mélanger avec d'autres genres musicaux,. La new wave revient dans les années 1990, grâce à la « nostalgie » des artistes et fans du genre. Ce revirement n'est aperçu réellement qu'à partir de 2004 ; de ce fait, la new wave a influencé d'autres genres musicaux,,,,,,.

## Étymologie

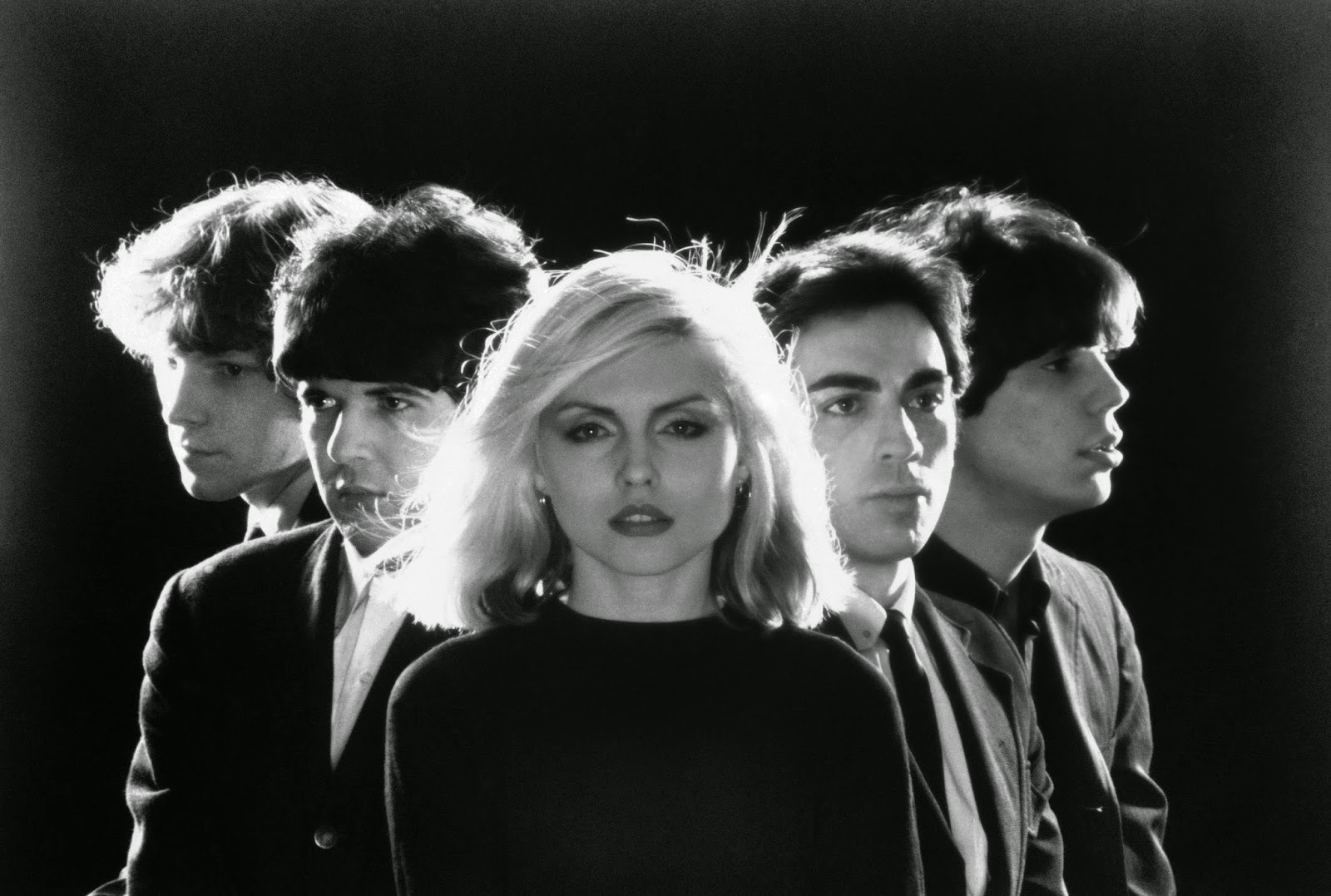
Blondie, 1976. De gauche à droite : Gary Valentine, Clem Burke, Deborah Harry, Chris Stein et Jimmy Destri.

La nature de la musique new wave est le sujet de nombreuses controverses et confusions. La discographie de Who's New Wave in Music en 1985 liste des artistes dans plus de 130 catégories séparées. Le New Rolling Stone Encyclopedia of Rock utilise le terme de « pratiquement dénuée de sens » dans sa définition de la new wave, tandis que le site AllMusic mentionne une « diversité stylistique ».
La new wave est initialement identifiée sous la catégorie de musique rock dans les années 1970, par des critiques comme Nick Kent et Dave Marsh pour classifier des groupes originaires de New York comme Velvet Underground et New York Dolls. Il gagne une identité plus large en 1976 lorsqu'il apparaît dans des fanzines comme Sniffin' Glue et autres magazines comme Melody Maker et New Musical Express. Dans un article datant de novembre 1976 de Melody Maker, Caroline Coon utilise le terme de Malcolm McLaren, « new wave » pour décrire la musique de groupes musicaux qui ne sont pas catégorisés punk, mais qui y sont liés et qui font partie de la même scène musicale. Le terme est également utilisé par le journaliste Charles Shaar Murray dans sa critique sur The Boomtown Rats. Pendant une courte période, entre 1976 et 1977, les termes de new wave et de punk deviennent en quelque sorte interchangeables,. Fin 1977, « new wave » est remplacé par le terme « punk » dans sa définition de la nouvelle musique underground au Royaume-Uni. Aux États-Unis, Seymour Stein, croyant que le terme « punk » qualifiait les ventes médiocres de son label Sire Records au club CBGB,  où apparaissent des groupes comme Blondie et The B-52's, et lance une campagne « Don't Call It Punk » militant pour le remplacement du terme punk par celui de « new wave ».

## Histoire

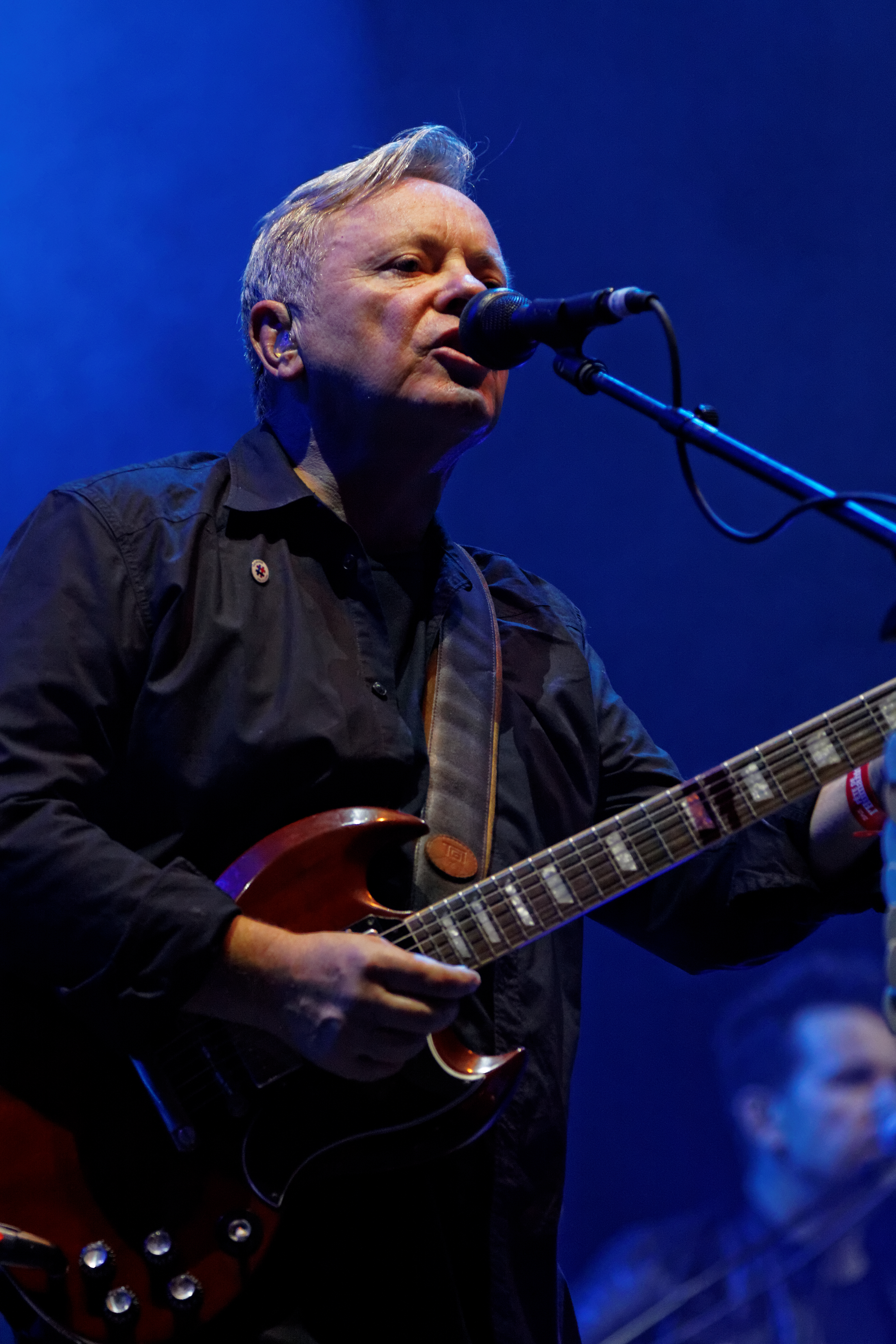
Bernard Sumner, chanteur de New Order et auparavant guitariste et aux synthétiseurs avec Joy Division.

La new wave, qui débute à la fin des années 1970 pour s'éteindre vers 1986, est née du regain de créativité du rock en 1978-1979 et de la nouvelle vague des synthétiseurs et des boites à rythmes devenus accessibles aux jeunes musiciens ; la génération post-punk ayant digéré l'influence d'artistes et de groupes novateurs majeurs tels que David Bowie, Klaus Nomi, Roxy Music, Brian Eno et Kraftwerk. Courant musical à l'avant-garde durant les années 1980, plutôt européen et surtout britannique, la new wave se caractérisa comme étant un mouvement branché et underground grâce à des labels indépendants tel que Factory pour Joy Division, New Order et Orchestral Manoeuvres in the Dark ou Beggars Banquet pour Gary Numan (ainsi que son premier groupe Tubeway Army)
Au début des années 1980, de nombreux artistes et groupes new wave qui deviendront plus tard importants émergent dans des villes provinciales du sud de l'Angleterre : Depeche Mode et Yazoo à Basildon, Siouxsie and the Banshees à Chislehurst et Bromley, Soft Cell à Leeds, The Cure à Crawley, Duran Duran à Birmingham, Howard Jones à Southampton ou encore Tears for Fears à Bath. Par la suite, le mouvement s'étend à Londres, qui sert de véritable champ d'expérimentation pour des artistes et groupes tels que Simple Minds, Ultravox, Eurythmics, Frankie Goes To Hollywood, Art of Noise, Dead or Alive, Bronski Beat, Erasure, Talk Talk, Yazoo, Imagination, Level 42, Pet Shop Boys, The Human League, Heaven 17, Thompson Twins, Visage et Spandau Ballet, ces deux derniers groupes étant souvent associés à la scène des Nouveaux Romantiques .
En Allemagne, il s'agit de Neue deutsche Welle (« nouvelle vague allemande », ou NDW). La new wave allemande a été particulièrement productive, avec des groupes comme Alphaville, DAF, Der Plan, Andreas Dorau, Spider Murphy Gang et le label Ata Tak, Palais Schaumburg, Die Tanzdiele, Grauzone, Xmal Deutschland. Der Plan se démarque par son côté onirique voire surréaliste dans sa première époque, l'emploi de synthétiseurs déjantés (de type Moog et analogiques), de boîtes à rythmes aux sons lourds, d'effets vocoder sur les voix.
Parallèlement, en Belgique et en France se développe une scène dite new wave avec toutes les tendances qui en dériveront (cf. le rock belge, la musique industrielle, la scène électro pop rennaise représentée par Étienne Daho). Les groupes français  Taxi Girl, Indochine, Trisomie 21, Niagara, et belges comme Telex, TC Matic, Aroma di Amore, Front 242, Twee Belgen, Minimal Compact, The Neon Judgement se font connaître par le biais de labels indépendants dont Play it again, Sam!. Leur musique est fortement relayée dans les années 1980 par le mythique club de Manchester (Royaume-Uni), l'Hacienda, les diverses salles de concert de toute l'Europe, comme celle de l'Ancienne Belgique à Bruxelles, par exemple, ainsi que dans les fameux night clubs belges, comme celui du même nom à Anvers, la Chapelle à Liège, le Boccacio, le Skyline qui orienteront par la suite leur programmation musicale vers l'acid house et la new beat puis la techno dans les années 1990

## Styles et sous-genres

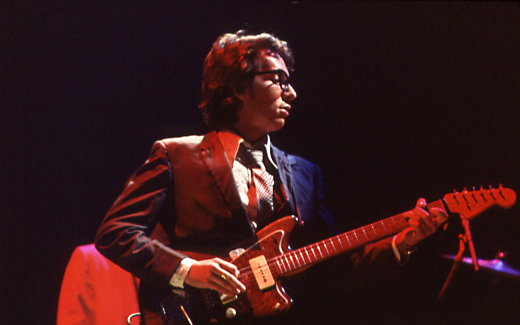
Elvis Costello au Massey Hall de Toronto, en avril 1979.

Le son new wave représente à la fin des années 1970 une direction différente par rapport aux musiques blues et rock 'n' roll de la fin des années 1960 et du rock du milieu des années 1970. D'après le critique musical Simon Reynolds, les musiciens de new wave jouaient souvent de la guitare rythmique houleuse à un tempo rapide. Les claviers démarraient ou arrêtaient la structure et la mélodie des chansons. Reynolds note que les chants de new wave paraissaient hauts, geeky et de banlieue. La nervosité ringarde était une caractéristique des fans et de groupes comme Talking Heads, Devo et Elvis Costello. Elle comprenait une forme de danse robotique, des voix aigües nerveuses, des costumes et de grosses lunettes. La majorité des groupes de new wave masculins américains à la fin des années 1970 sont composés de blancs de classe moyenne, et critiquaient intentionnellement d'une manière ringarde leur « blancheur ». La scène pub rock au milieu des années 1970 se compose de nombreux groupes new wave comme Ian Dury, Nick Lowe, Eddie and the Hot Rods et Dr. Feelgood.
Les auteurs-interprètes, comme Elvis Costello, Joe Jackson, Graham Parker et Billy Idol, étaient « colériques », « intelligents », et s'« intéressaient à la musique pop à l'attitude sardonique et l'énergie et agressive et intense du punk » faisaient partie de la scène new wave. Un revirement britannique du ska et du 2 tone, dirigé par The Specials sont plus politiquement conscients que les genres new wave. Madness, The Beat/English Beat, et Selecter sont associés à ce revirement.

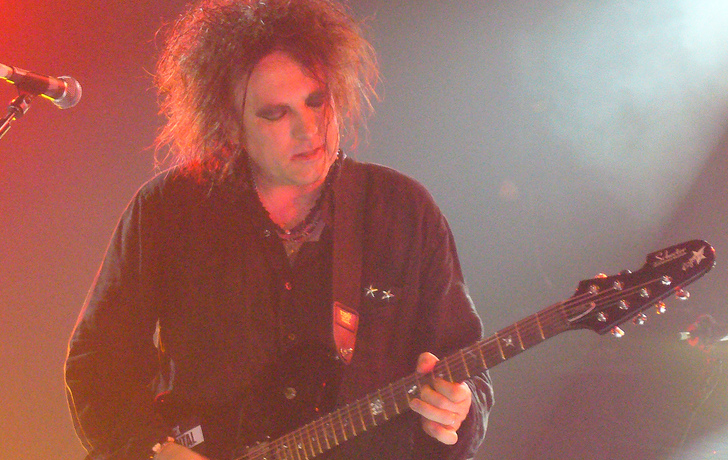
Robert Smith du groupe The Cure en concert à Singapour en août 2007.

Des groupes phares comme Siouxsie and the Banshees, Joy Division ou The Cure marquent la new wave gothique.

## Discographie
Au-delà des discographies individuelles des artistes, on peut citer les productions du magazine Flexipop qui publia, joints au magazine papier, des disques (7 pouces flexi) voire des cassettes audio ou des albums vinyle.
Ces productions sont regroupées sur plusieurs albums, difficilement trouvables aujourd'hui[Quand ?][réf. nécessaire].